# گینه
گینه با نام رسمی جمهوری گینه کشوری در غرب آفریقا در ساحل اقیانوس اطلس است. پایتخت این کشور کوناکری است. جمعیت این کشور ۱۳٬۱۳۳٬۰۰۰ نفر و زبان رسمی آن فرانسوی است. زبان‌های بومی رایج آن عبارتند از فولانی، مالینکه و سوسو. این کشور در دوم اکتبر ۱۹۵۸ از فرانسه مستقل شده‌است. واحد پول گینه فرانک گینه است. ۸۵ درصد از جمعیت این کشور مسلمان (سنّی) هستندو ۱۰ درصد از مردم این کشور نیز مسیحی‌اند.
کشور گینه پیش از این گینه فرانسه نامیده می‌شد. امروزه نیز گاه به آن گینه کوناکری می‌گویند تا از گینه بیسائو و جمهوری گینه استوایی بازشناخته شود. گینه از شمال باختری با گینه بیسائو و از شمال با سنگال و از شمال خاوری و خاور با مالی و همچنین از خاور با ساحل عاج و از جنوب خاوری با لیبریا واز جنوب با سیرالئون مرز مشترک دارد و از سوی باختر به اقیانوس اطلس پیوند می‌خورد. رودخانه نیجر، رودخانه گامبیا و رودخانه سنگال، همگی از بلندی‌های گینه سرچشمه می‌گیرند.
شهرهای اصلی گینه عبارتند از کوناکری، کانکان، نزرکوره، کیندیا، لابه، گوئکدو، مامو و بوکه.

## جغرافیا
کشور گینه با مساحتی معادل ۲۴۵٫۸۵۷ کیلومتر مربع در غرب آفریقا واقع شده و از شمال با کشورهای گینه بیسائو، سنگال و مالی و از شرق با مالی و ساحل عاج، از جنوب با سیرالئون و لیبریا هم‌مرز می‌باشد. مرز غربی این کشور به طول تقریبی ۳۰۰ کیلومتر را اقیانوس اطلس تشکیل می‌دهد.
سه رودخانه اصلی غرب آفریقا، یعنی رودهای گامبیا، نیجر و سنگال، از گینه سرچشمه می‌گیرند.
اراضی گینه عموماً جلگه‌ای ساحلی مسطح، و در داخله کشور تپه‌ای تا کوهستانی است. پست‌ترین نقطه این کشور اقیانوس اطلس (۰ متر) و بلندترین آن کوه ریچارد-مولارد (کوه نیمبا) (۱٫۷۵۲ متر) است.
منطقه ساحلی گینه و بیشتر سرزمین داخلی دارای آب و هوای گرمسیری است، با فصل بارندگی باران‌های موسمی از آوریل تا نوامبر، دمای نسبتاً بالا و یکنواخت، بادهای جنوب غربی و رطوبت زیاد.
به‌طور کلی دما در کشور گینه در فصل خشک و بارانی متمایز می‌باشد. پایینترین دما حدود ۱۱ درجه در ماه‌های دسامبر و ژانویه و بالاترین دما در ماه‌های مارس و آوریل حدود ۳۵ درجه گزارش شده‌است.
کشور گینه از نظر تقسیمات کشوری به ۷ استان و ۳۳ شهرستان و از نظر جغرافیائی طبیعی به چهار قسمت زیر بخش می‌شود: گینه سفلی (گینه دریایی)، گینه میانی، گینه علیا و گینه جنگلی.
رودهای اصلی کشور عبارتند از نیجر، سنگال، بالا، کومبا، مالو و گامبیا. جزایر اصلی نیز تریستائو، لس دلوس و کوبنومبی است.

## تقسیمات کشوری
گینه به هشت استان تقسیم شده که این استان‌ها نیز جمعاً به ۳۳ شهرستان تقسیم شده‌اند. مراکز همه هشت استان با خود استان‌ها هم‌نام هستند.

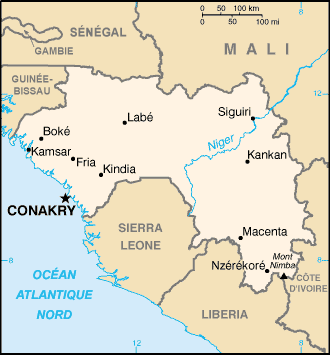
نقشه گینه.

| استان    | جمعیت     | نقشه           |
| -------- | --------- | -------------- |
| بوکه     | ۹۶۵٬۷۶۷   | استان‌های گینه. |
| فارانا   | ۸۳۹٬۰۸۳   | استان‌های گینه. |
| کانکان   | ۱٬۴۲۷٬۵۶۸ | استان‌های گینه. |
| کوناکری  | ۲٬۳۲۵٬۱۹۰ | استان‌های گینه. |
| کیندیا   | ۱٬۳۲۶٬۷۲۷ | استان‌های گینه. |
| لایه     | ۹۰۳٬۳۸۶   | استان‌های گینه. |
| مامو     | ۷۱۹٬۰۱۱   | استان‌های گینه. |
| نزره‌کوره | ۱٬۵۲۸٬۹۰۸ | استان‌های گینه. |

| شهر        | جمعیت     |
| ---------- | --------- |
| کوناکری    | ۱٬۷۶۷٬۰۰۰ |
| انزره کوره | ۱۳۳٬۰۰۰   |
| کیندیا     | ۱۱۷٬۰۰۰   |
| کان کان    | ۱۱۴٬۰۰۰   |

## تاریخ
کشوری که امروزه گینه نام دارد در قدیم به یک‌رشته از پادشاهی‌های آفریقایی تعلق داشت. سده‌ها پیش، کشور گینه و مناطق مالی و سنگال امپراتوری بزرگی را تشکیل می‌دادند که از میان رفت. در سده ۱۵م. پرتغالی‌ها وارد این سرزمین شدند و بر آن حکومت راندند. در سده ۱۷ دولت اسلامی فولانی در منطقه فوتاجالون تشکیل شد.
گینه در ۱۸۴۹ مستعمره فرانسه شد و گینه فرانسه نام گرفت و بخشی از آفریقای غرب فرانسه شد. گینه در ۲ اکتبر ۱۹۵۸ مستقل شد و نخستین مستعمره فرانسه بود که به‌طور مسالمت‌آمیز مستقل شد. گینه از زمان استقلال تا انتخابات ۲۰۱۰ توسط حکمرانان خودکامه‌ای اداره شد که باعث شده‌اند که این کشور یکی از فقیرترین کشورهای جهان شود.
گینه استقلال خود را در ۱۹۵۸ به رهبری احمد سکوتوره به دست آورد.
احمد سکوتوره در روز ۱۵ ژانویه سال ۱۹۵۹ میلادی به مقام ریاست جمهوری گینه انتخاب گردید. او با کشورهای سوسیالیستی روابط نزدیکی برقرار کرد و یک حکومت مارکسیستی با حزب واحد تشکیل داد. روابط میان پاریس و کوناکری بین سال‌های ۱۹۶۵ تا ۱۹۷۵ میلادی به‌طور کامل قطع شدند. در اواخر سال‌های دهه ۱۹۷۰ میلادی احمد سکوتوره در سیاست مارکسیستی خود تعدیل کرد و به کشورهای اسلامی نزدیک شد.
احمد سکوتوره پس از این که در سال ۱۹۵۹ میلادی به قدرت رسید در ۵ نوبت متوالی به مقام ریاست جمهوری انتخاب گردید و به مدت بیست و پنج سال از ۱۹۵۸ تا ۱۹۸۴ بر این کشور حکومت نمود.
پس از مرگ وی در سال ۱۹۸۴ میلادی، لانسانا کونته در یک کودتای ارتشی، قدرت را در این کشور به دست گرفت و به مدت بیست چهار سال در این کشور حکومت کرد. کونته در دوران حکومتش با مشکلات متعدد داخلی روبه رو بود و برای تداوم قدرت خود به نیروی ارتش تکیه می‌کرد. در یکی از آخرین نمونه‌های این شیوه حکومت، تظاهرات سال ۲۰۰۷ مردم گینه در اعتراض به شرایط سخت اقتصادی به شدت توسط نیروهای دولتی سرکوب شد و دست کم ۱۸۶ نفر از معترضان کشته شدند. وی به دلیل شیوه استبدادی در حکومت، به دیکتاتور گینه شهرت یافت و سرانجام در اوایل دی ماه سال ۱۳۸۷ به دلیل بیماری قلبی در گذشت.

## سیاست

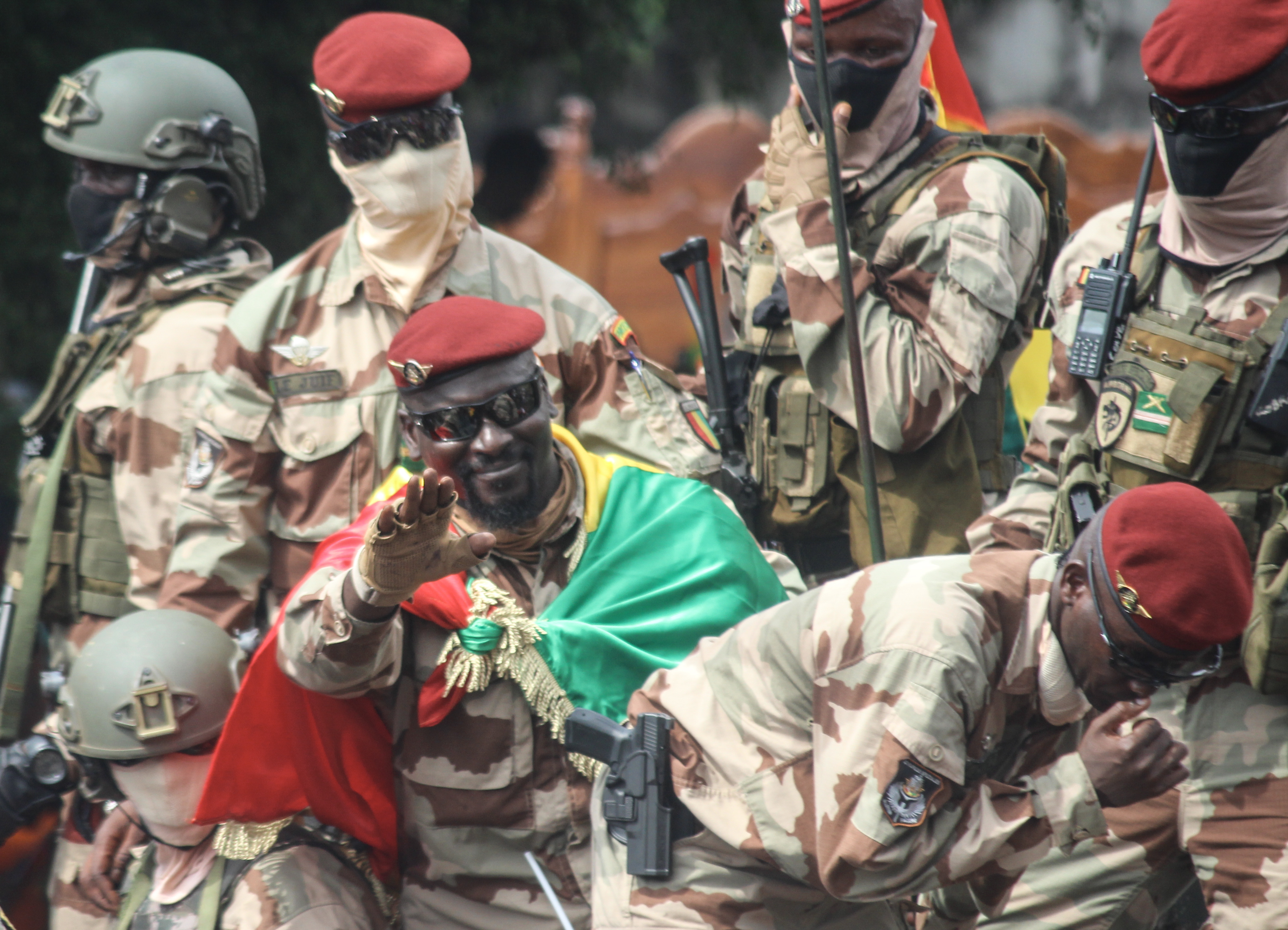
مامادی دومبویا رئیس‌جمهور نظامی گینه

بر اساس قوانین این کشور، در صورت درگذشت رئیس‌جمهور، می‌بایست رئیس مجمع ملی (رئیس مجلس نمایندگان) امور کشور را به‌طور موقت به دست گیرد تا ظرف ۶۰ روز، انتخابات ریاست جمهوری برگزار شود؛ اما یک گروه نظامی به رهبری یک سروان ارتشی به نام موسی دادیس کامارا، با اعلام کودتا، دولت و قانون اساسی را منحل نمود و حکومت را در این کشور به دست گرفت. نظامیان کودتاچی، در نخستین اظهار نظرها اعلام نمودند که انتخابات آزاد را در سال ۲۰۱۰ برگزار خواهند کرد، سرانجام در روز ۲۷ ژوئن ۲۰۱۰ اولین انتخابات آزاد و دمکراتیک گینه از زمان استقلال این کشور در سال ۱۹۵۸ برگزار شد و با توجه به تعدد نامزدها، این انتخابات به دور دوم کشیده شد؛ و در دور دوم این انتخابات که در هفتم نوامبر این سال برگزار شد، پروفسور آلفا کنده به عنوان نخستین رئیس‌جمهور گینه در انتخابات به پیروزی رسید.
گینه‌ای‌ها پس از تاخیرهای متعدد و لطمه دیدن کارزار انتخاباتی توسط ناآرامی‌های خونبار، روز ۱۲ مه ۲۰۱۳ در نخستین انتخابات پارلمانی این کشور در یک دهه اخیر شرکت کردند. این انتخابات که ابتدا قرار بود شش ماه پس از تحلیف «آلفا کنده»، رئیس‌جمهوری گینه در سال ۲۰۱۰ برگزار شود، به خاطر مناقشات بر سر سازماندهی آن به تأخیر افتاد و این باعث تحریک تنش‌های خونبار قومی شد که از زمان استقلال گینه از فرانسه در سال ۱۹۵۸ جامعه گینه را تهدید می‌کند. مجمعی که در نتیجه این انتخابات تشکیل می‌شود جایگزین هیئت انتقالی خواهد شد که از زمان پایان حاکمیت نظامی در سال ۲۰۱۰ کشور را اداره می‌کند.
سیاست گینه به‌طور معمول حدود ۲۰ گروه قومی را رو به روی هم قرار می‌دهد؛ گروه‌هایی که از جهاتی با یکدیگر در سازگاری زندگی می‌کنند. «فولانی» بزرگ‌ترین گروه قومی است که حدود ۴۰ درصد جمعیت گینه را تشکیل می‌دهد و پس از آن «مالینکه» و «سوسو» قراردارند.
رئیس‌جمهوری که از قوم مالینکه است «تجمع مردم گینه» را رهبری می‌کند و مدعی پشتیبانی از سوسیالیسم است. این در حالی است که رقیب اصلی او، دیالو، یک «فولانی» است و ریاست اتحادیه مرکزی لیبرال نیروهای دموکراتیک گینه را برعهده دارد.
در سال ۲۰۲۱ نیز گروهی از نظامیان کودتا کردند و رئیس‌جمهور را از قدرت بر کنار کردند، همچنین قانون اساسی کشور را نیز باطل اعلام کردند.

## اقتصاد

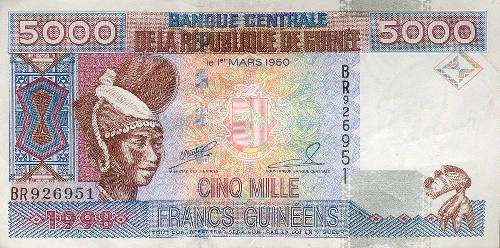
فرانک گینه هفتمین پول رایج بی‌ارزش جهان

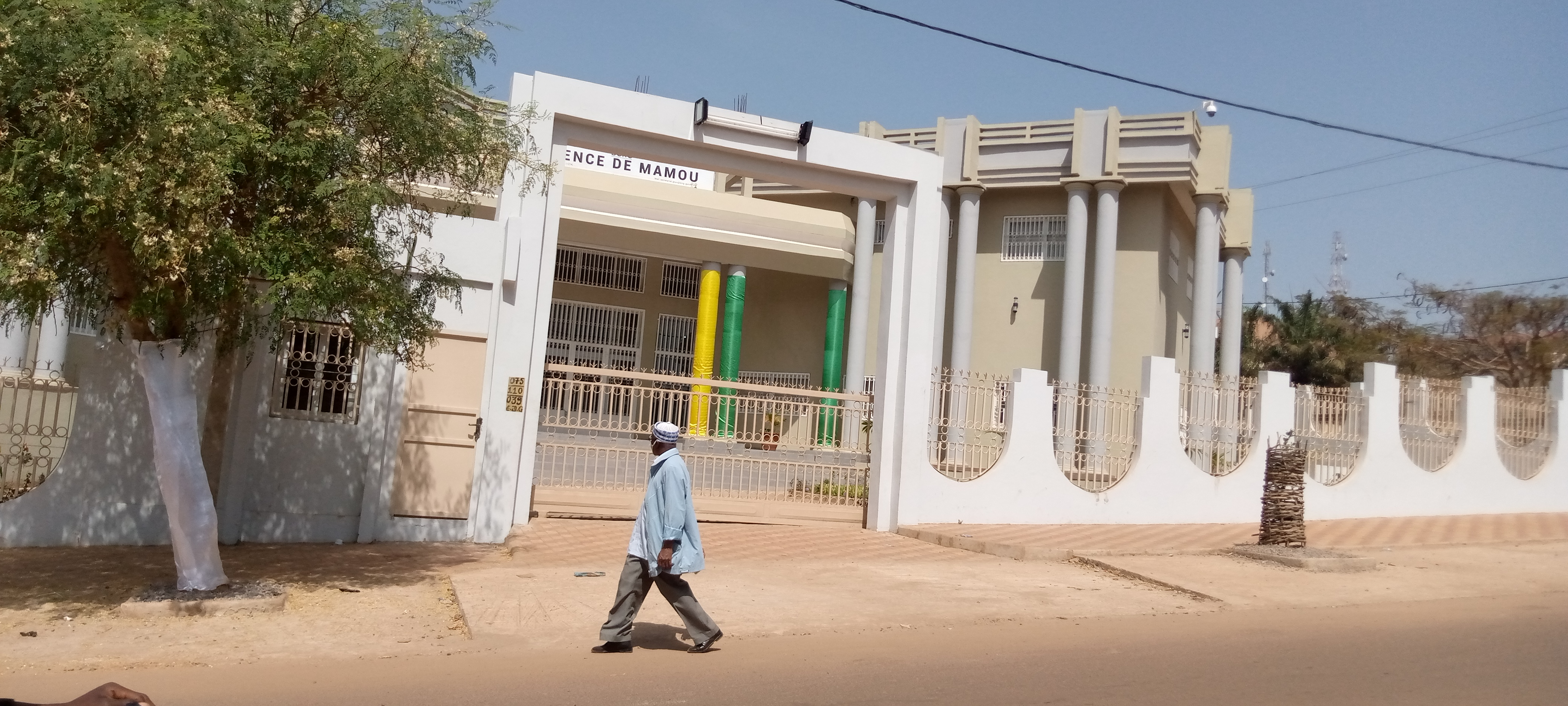
بانک مرکزی جمهوری گینه

جمهوری گینه دارای مواد معدنی فراوانی است. حدود یک سوم ذخایر قطعی بوکسیت (ماده اولیه آلومینیم) دنیا، بیش از ۸/۱ میلیارد متریک تن سنگ آهن با عیار بالا، میزان قابل توجهی از ذخایر طلا و الماس در این کشور وجود دارد. وجود زمین مناسب برای کشاورزی و آب فراوان و وضعیت آب و هوایی، شرایط مناسبی را برای کشاورزی مکانیزه در مقیاس صنعتی فراهم آورده‌است. صادرات قهوه نیز یکی از منابع ورود ارز به این کشور است.
سرزمین گینه دارای منابع عظیم بوکسیت، الماس، طلا و آهن می‌باشد به گونه‌ای که در خاک و زمین نقاط مختلف شهر کوناکری و بسیاری از مناطق این کشور، ذرات آهن مشاهده می‌گردد. محصول عمده این کشور، غلات، برنج، موز، قهوه، ارزن و بادام زمینی است و صادرات آن قهوه، عسل، موز، آهن خام و آلومینیوم خام می‌باشد.
گینه از نظر کانی‌ها ازجمله بوکسیت، الماس و طلا بسیار غنی است. این کشور دومین تولیدکننده بزرگ بوکسیت در جهان است.

## مردم
دین: ۸۵ درصد مردم، مسلمان(سنّی) و باقیمانده اکثراً مسیحی می‌باشند. این کشور شکلی هلالی دارد و سرچشمه رود نیجر در بلندی‌های جنوب شرقی آن قرار گرفته‌است.
مردم گینه به ۲۴ قوم گوناگون تعلق دارند و بزرگ‌ترین و مهم‌ترین اقوام این کشور به ترتیب فولا ۴۰ درصد، ماندینگو ۳۰ درصد و سوسو ۲۰ درصد، هستند. ۸۵ درصد از جمعیت این کشور مسلمان هستند و مسیحیان که بیشتر پیرو کلیسای کاتولیک رومی می‌باشند حدود ۱۰ درصد از جمعیت را تشکیل می‌دهند. زبان رسمی گینه فرانسوی است ولی بیش از ۲۴ زبان محلی نیز در این کشور رایج است. مردم گینه به عنوان کم‌ترین مصرف‌کننده سیگار در جریان هستند.

## فرهنگ
پانزده روزنامه و نشریه ادواری در این کشور منتشر می‌شود. میزان باسوادی نیز طبق آمار رسمی یونسکو ۳۵٫۹ درصد است. علاوه بر گروهی از شیعیان بومی در این کشور، گروه‌هایی از وهابی‌ها، بهایی‌ها و احمدیه قادیانی در این کشور فعالیت تبلیغی و آموزشی دارند.

## گالری

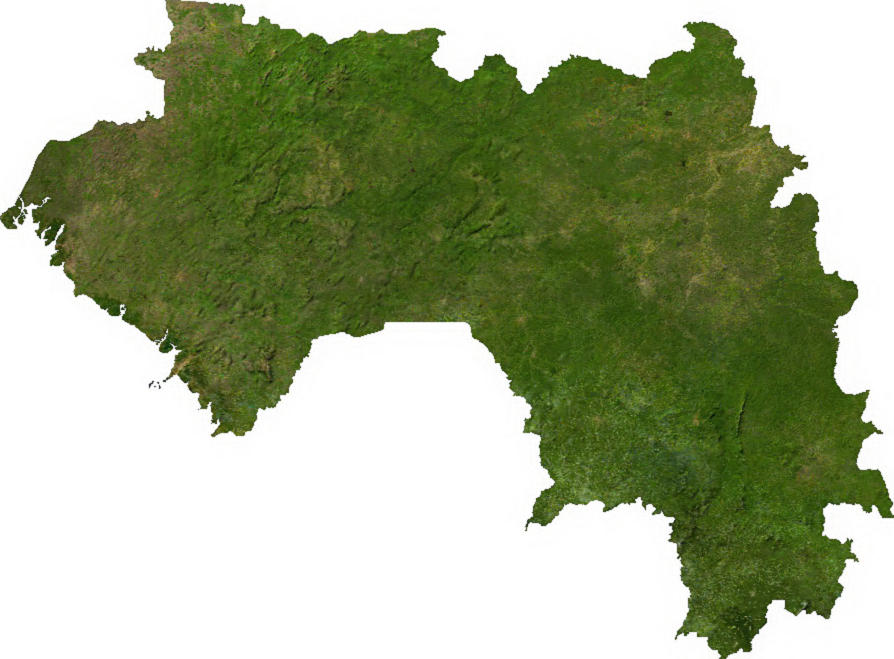
atlas Guinea
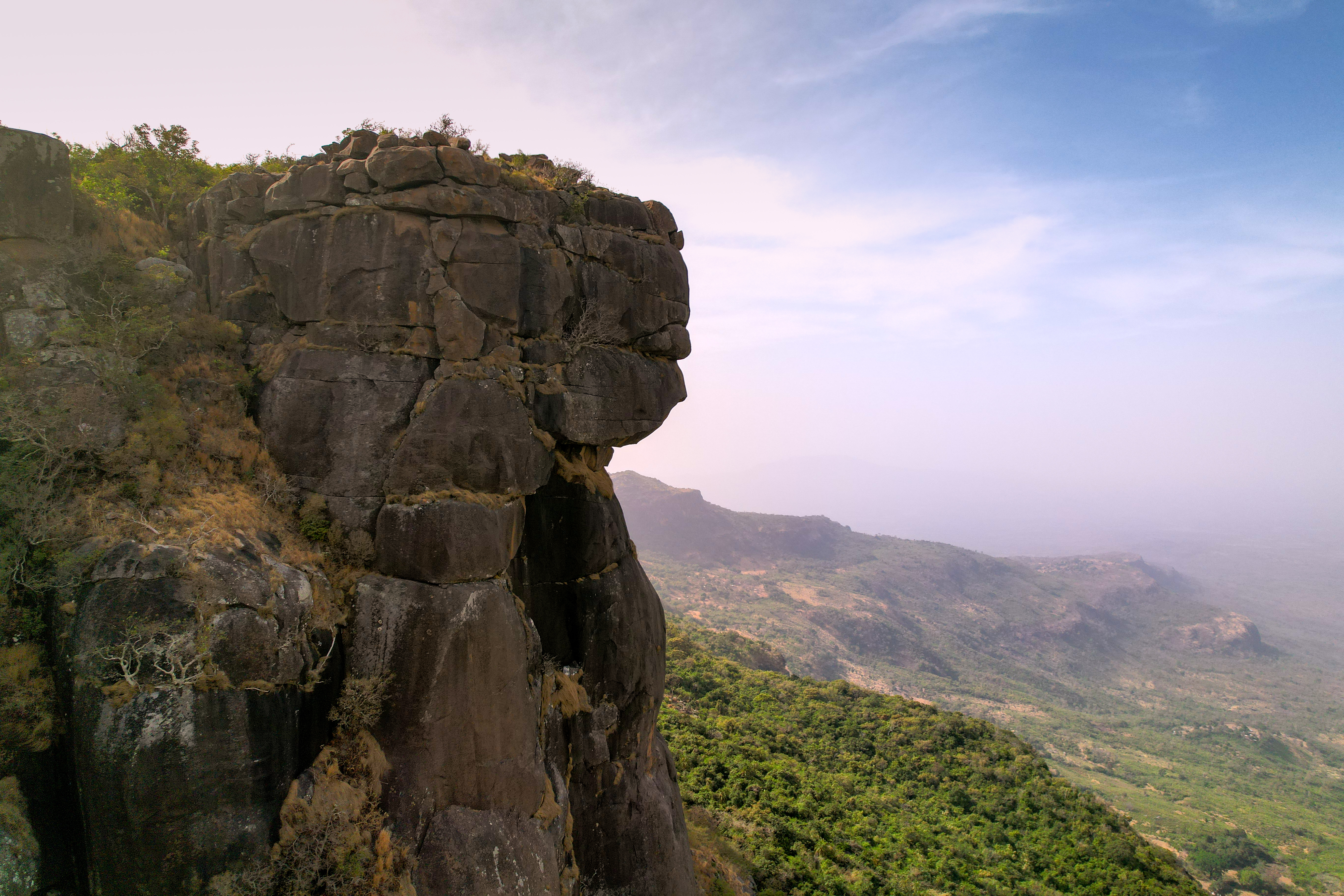
Dame de Mali
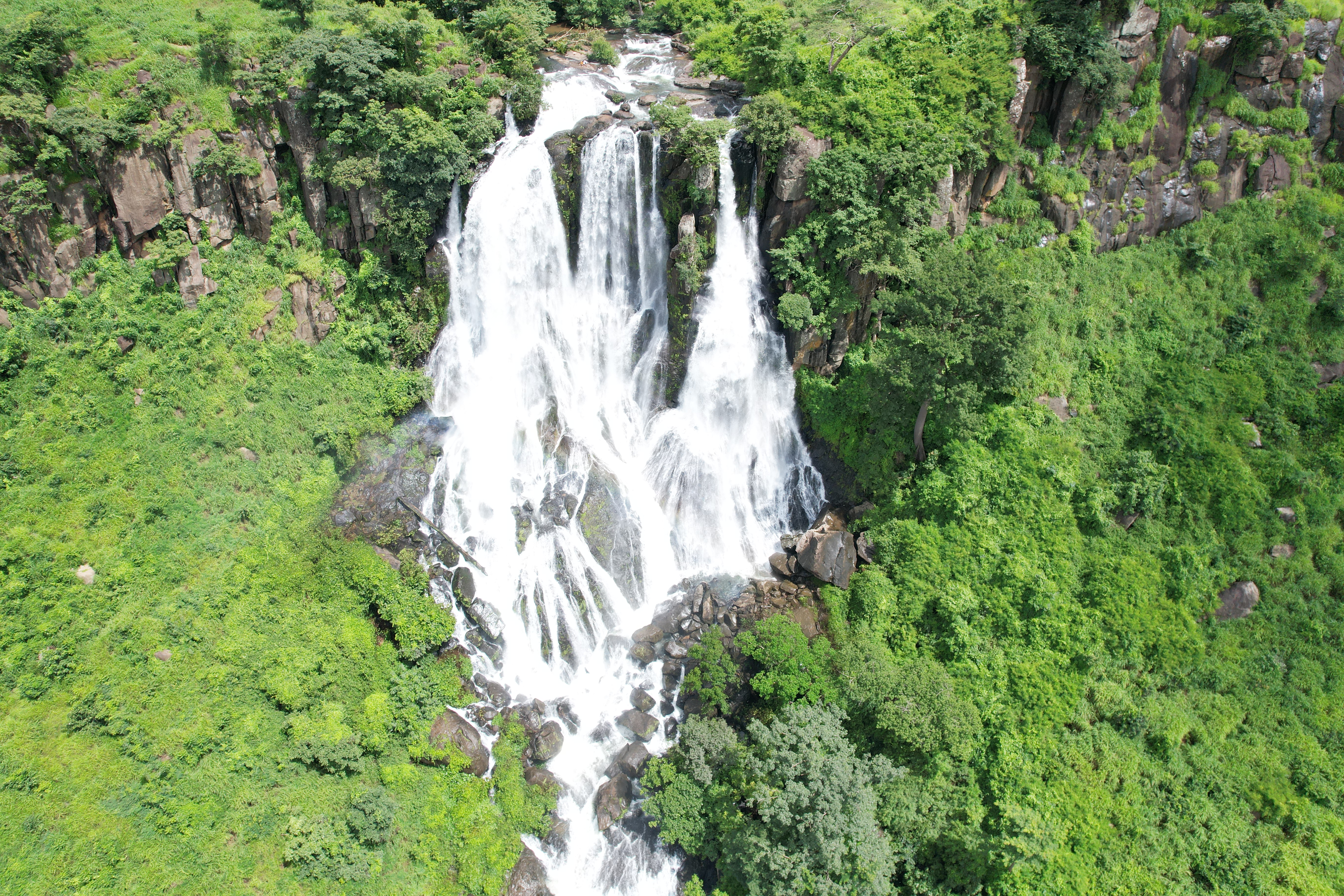
Chute de Tabouna à Kindia
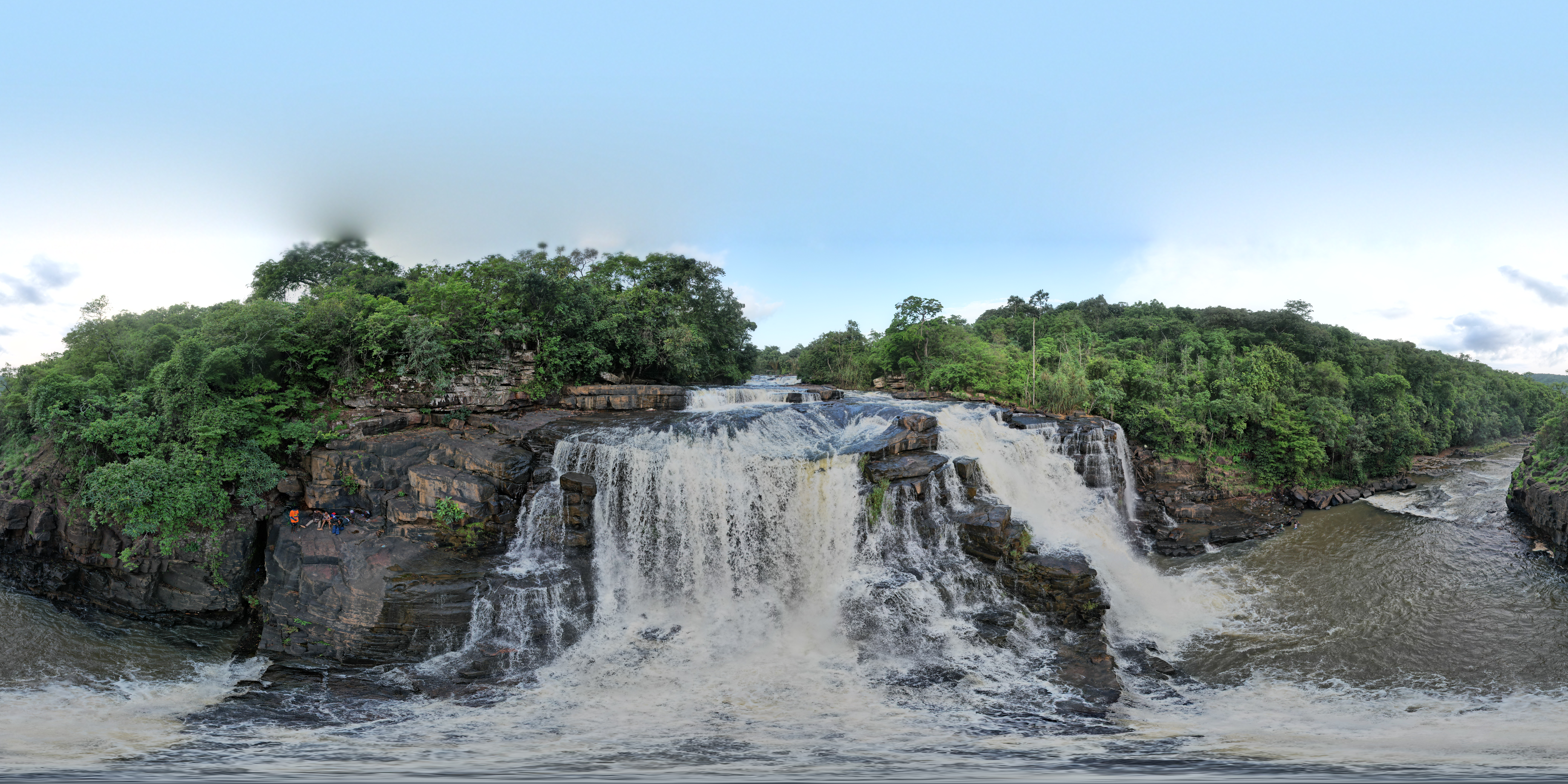
Chute de Saala Labé
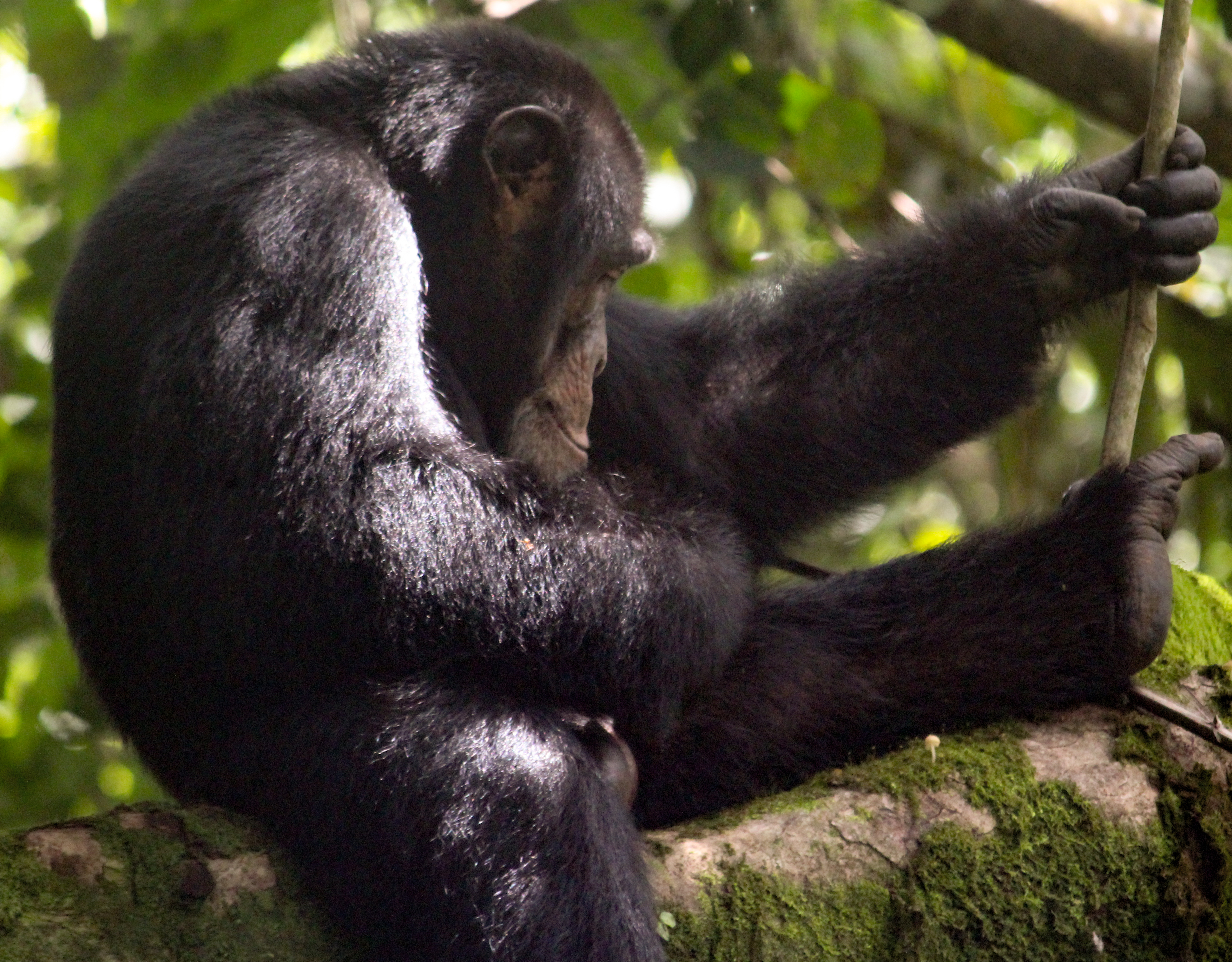
Chimpanzé de Bossou
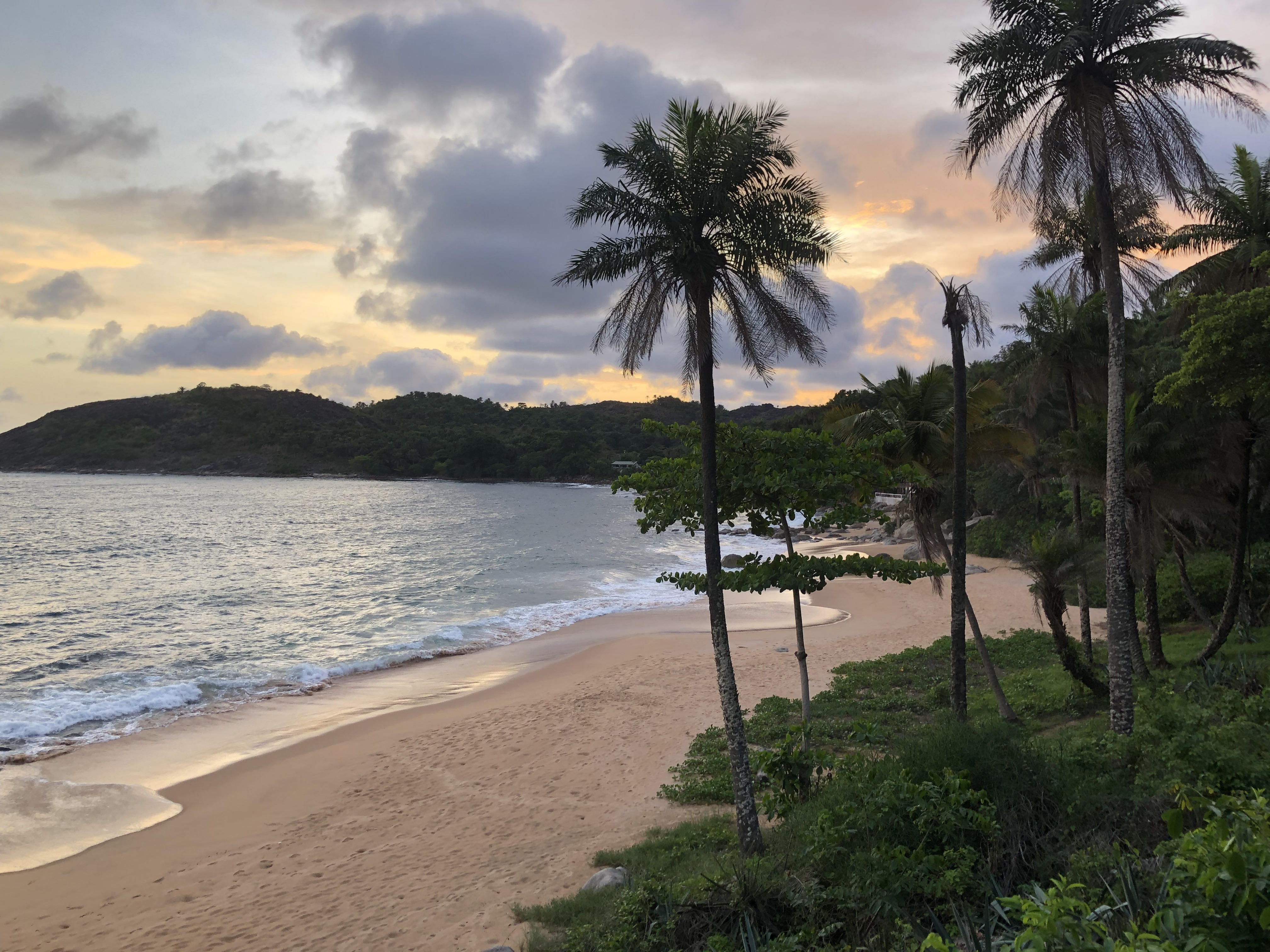
Plage sur les Ile de Loos